# Norrklobbarna (vid Älgö, Raseborg)
Norrklobbarna är en ö i Finland. Den ligger i Finska viken och i kommunen Raseborg i den ekonomiska regionen  Raseborg i landskapet Nyland, i den södra delen av landet. Ön ligger omkring 92 kilometer väster om Helsingfors.
Öns area är 2,5 hektar och dess största längd är 280 meter i sydöst-nordvästlig riktning.